# Jessica Lutz
Jessica Lutz, född den 24 maj 1989 i Thal i Schweiz, är en schweizisk ishockeyspelare.
Hon tog OS-brons i damernas ishockeyturnering i samband med de olympiska ishockeytävlingarna 2014 i Sotji.